# Megabates
Megabates (griego antiguo Μεγαβάτης) fue un general y almirante persa que vivió a finales del siglo VI a. C. y comienzos del siglo V a. C.. Era un aqueménida, primo del rey Darío I y del sátrapa Artafernes. Heródoto destaca su participación en el fallido Sitio de Naxos (499 a. C.) Megabates había sido enviado por Darío I, junto con Aristágoras y 200 barcos, para anexar la pequeña isla egea al creciente Imperio Persa.
Según una escuela del pensamiento, el mismísimo Megabates fue quien advirtió a los habitantes de Naxos sobre el asedio que se llevaría a cabo. Como resultado, Naxos reunió suministros y fortificó la ciudad para soportar cuatro meses de asedio. Se cree que Megabates deseaba avergonzar a Aristágoras frente a la corte persa, puesto que habían tenido una disputa durante el viaje hacia la isla.